# ميسم درزي
ميسم درزي (12 أبريل 1964 -) هي إذاعية لبنانية، في إذاعة الشرق.

## حياتها ونشأتها
ولدت في لبنان، 12 أبريل1964، ببيروت، تخرجت من قسم الإذاعة، وهي جدة وله حفيدة.

## بدايتها
بدأت مسيرتها الإعلامية عام 1981 وكانت البداية ونقطة الانطلاق والشهرة عبر إذاعة "صوت لبنان العربي، إذ طلب منها أن تسجل اعلاناً في الإذاعة بسبب غياب المذيعة التي تقوم بذلك، ولمعرفة شقيقها بقدراتها الصوتية. قامت بالأمر ونجحت في المهمة، وبعد ذلك بدأ التدريب كما تقول ميسم على يد مديرة البرامج آنذاك رحاب ميقاتي وعلى يد شقيقها فاروق الذي علّمها اصول المهنة ودعمها. شكلت لسنوات طويلة برفقته ثنائي رائع على الهواءوكان له الفضل في شهرتها.

## مسيرتها
قدمت ميسم التي تشتهر بصوتها الرخيم والشجي العديد من البرامج الاذاعية، وأعدت وقدمت أيضاً آلاف المقابلات الفنية مع الكثير من نجوم الفن الغنائي والتمثيل في لبنان والعالم العربي، كما تنقلت بين عدد من الإذاعات اللبنانية أبرزها «صوت الموسيقى» و«صوت الغد»، قدمت الكثير من البرامج والأفكار في مجالها الإعلامي أبرزها برنامجا شعريا شاركها فيه العديد من نجوم التمثيل في لبنان ولاقى نجاحاً كبيراً. 30 عاما من الخبرة والعمل المتواصل، ومنذ تلك السنوات الطويلة حصدت محبة الناس وإعجابهم بجمال أدائها ومضمونها.ميسم درزي الصوت الأجمل الذي يطل اليوم عبر أثير إذاعة الشرق من خلال برنامج «من بيروت» أيام الأربعاء والخميس والجمعة الذي حصد أعلى نسبة من المستمعين.و في كل سنة تطل عبر برنامج «رمضاني» في شهر رمضان المبارك بعنوان «طلّ القمر» الذي يستقبل نجوم الغناء في لبنان والوطن العربي، كما أنها تعد وتفدم أيضا برنامج حوار من العمر والذي يستضيف النجوم في شتى المجالات الفنية على مدى ساعه كل يوم أربعاء.
تعتبر من أفضل الأصوات في القاء القصائد والنصوص الشعرية باللغة العربية الفصحى حيث قامت بتسجيل وأحياء العديد من النصوص الشعرية وذلك عندما سجلت بصوتها قصائد للشاعر اميل ناصيف والكاتبه الجزائريه فضيله الفاروق وتسجيلين لقصائد رابعه العدويه.